# Tine van de Weyer
Tine van de Weyer, geboren als Maria Theodora Hubertina van de Weijer (Bingelrade, 21 september 1951), is een Nederlands beeldhouwer, installatiekunstenaar en voormalig docent en politicus.

## Leven en werk
Van de Weyer studeerde M.O. Nederlands (1970-1972) voor zij overstapte naar de Koninklijke Academie voor Kunst en Vormgeving (1973-1978) in 's Hertogenbosch. Ze werd docent muzische vorming in Tilburg (1981-1984) en in 1982 hoofddocent beeldende kunst aan de Academie voor Beeldende Kunsten in Rotterdam. Later studeerde ze nog aan de Academie voor Journalistiek en Voorlichting in Tilburg (1998-2000). Van de Weyer maakt monumentale beelden en kleinplastiek, ze maakte ook enige glasramen. Ze is lid en was enige tijd voorzitter van de Nederlandse Kring van Beeldhouwers. 
Van de Weyer is politiek actief als lid van de Partij van de Arbeid. Ze was gemeenteraadslid in Tilburg (2006-2014) en werd in 2014 lid van de Provinciale Staten van Noord-Brabant.

## Werken (selectie)
- Whispering the South (1987), Rotterdam
- ramen voor de Penitentiaire Inrichting de Oosterhoek (1988), Grave
- Belladonna (1990), Dordrecht
- Bloesem, bloesem (1991), Beilen
- Raam voor de Hasseltse kapel (1992), Tilburg
- De Tafel van Drie (1997), Heusden
- Aotearoa (1998), raam voor de Kerst Zwartschool, Ruurlo
- Naiaden (1998), Oudewater
- Eurydice (2001), Aalsmeer
- Zwerkduiker (2004), Bergschenhoek
- Transluceo (2006), Leeuwarden
- Kleedjesbrug (2006), Zwaag
- Cirkels in de Tijd (2007), Haaksbergen
- Herdenkingsteken voor overleden kinderen (2014), Pijnacker
- Holocaust monument (2020), Tilburg

## Afbeeldingen

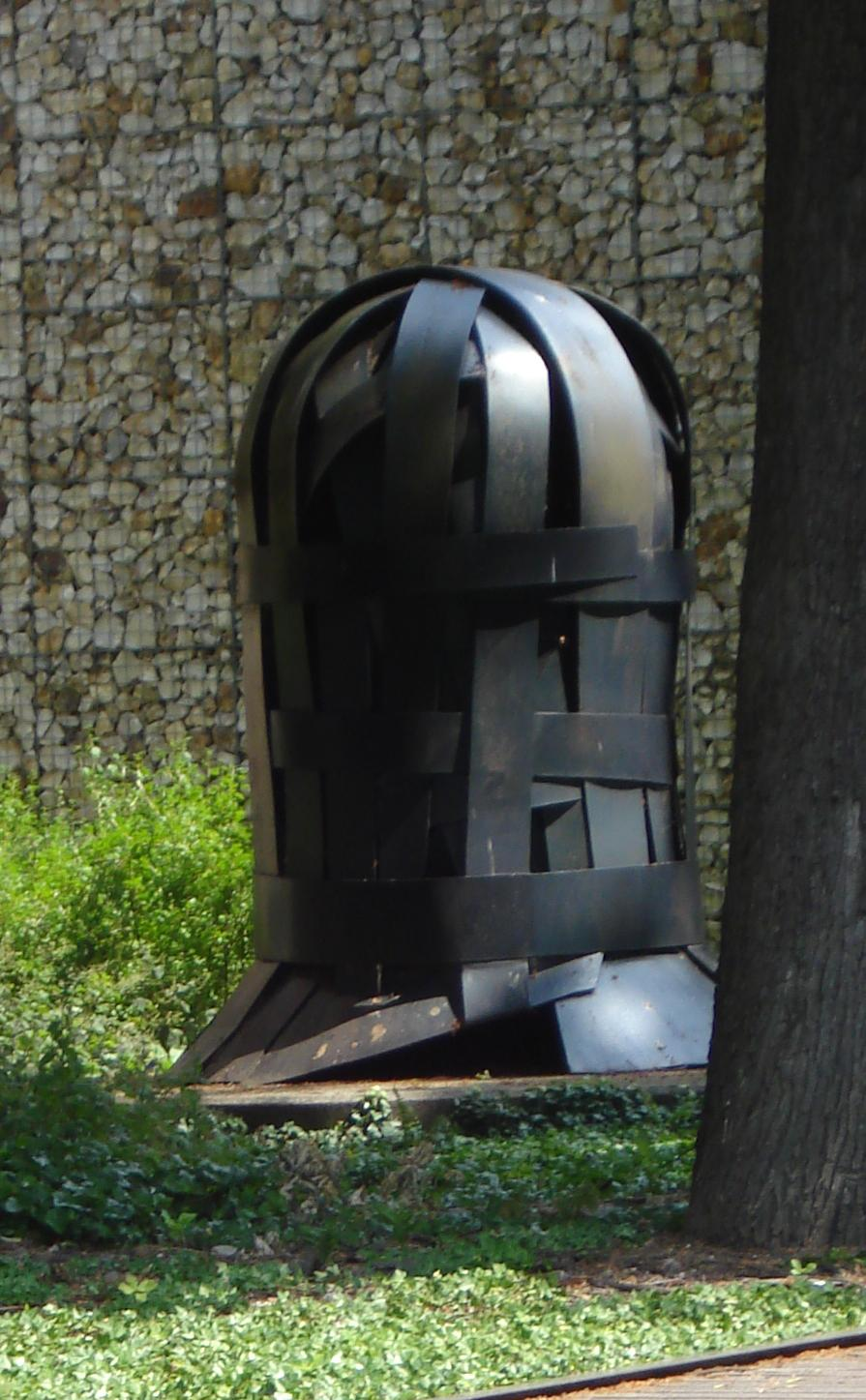
Belladonna
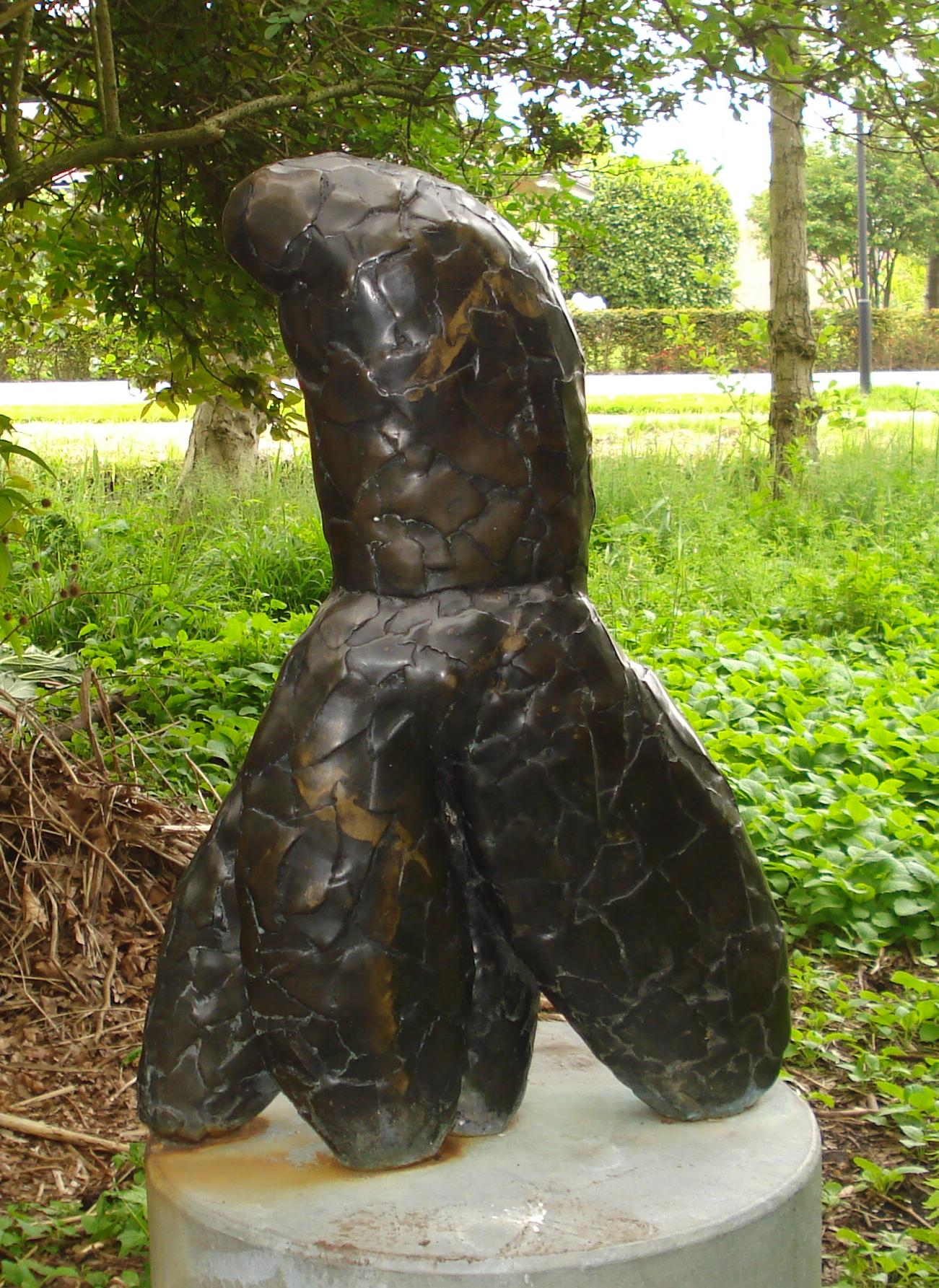
Eurydice
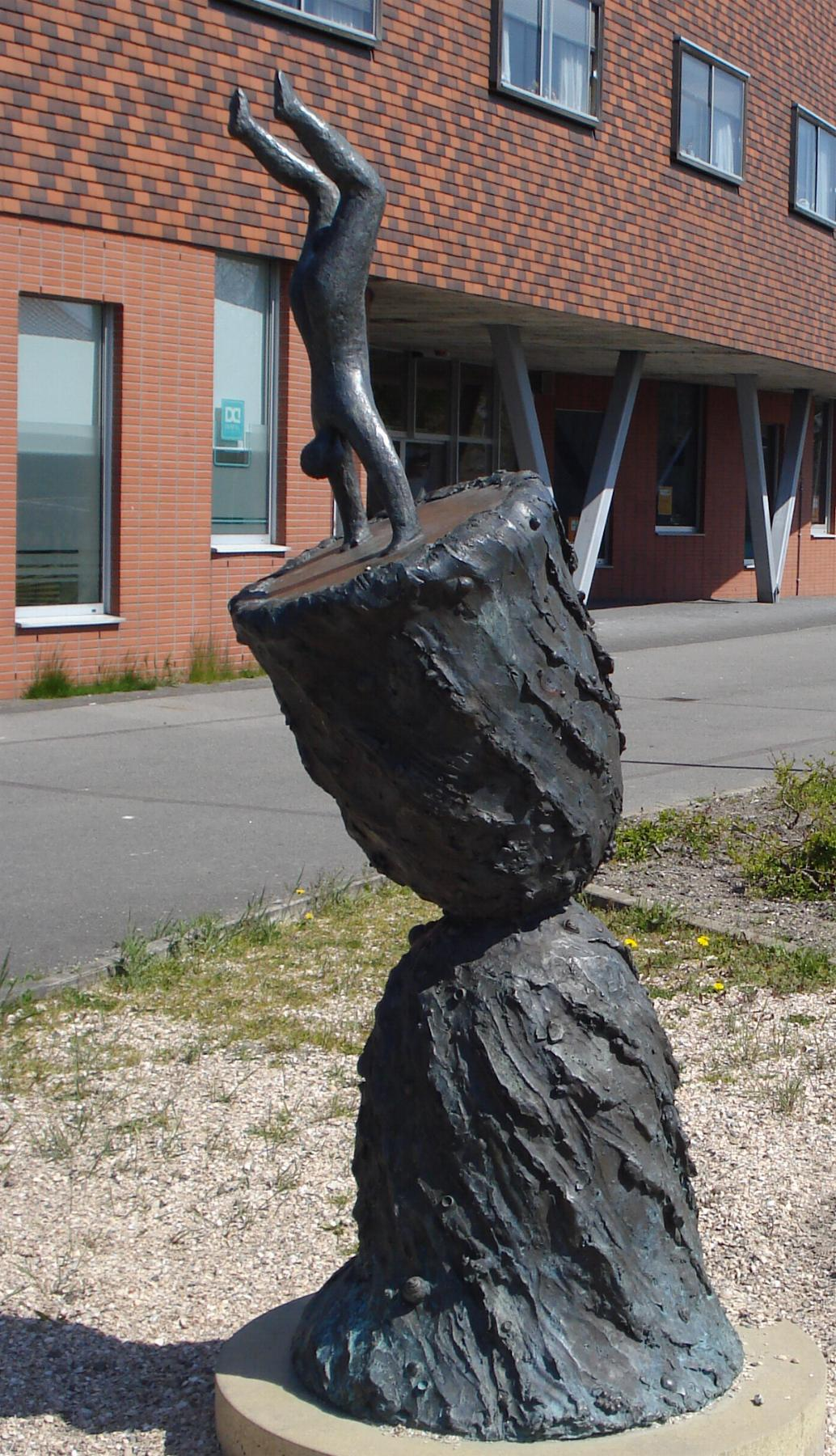
Zwerkduiker
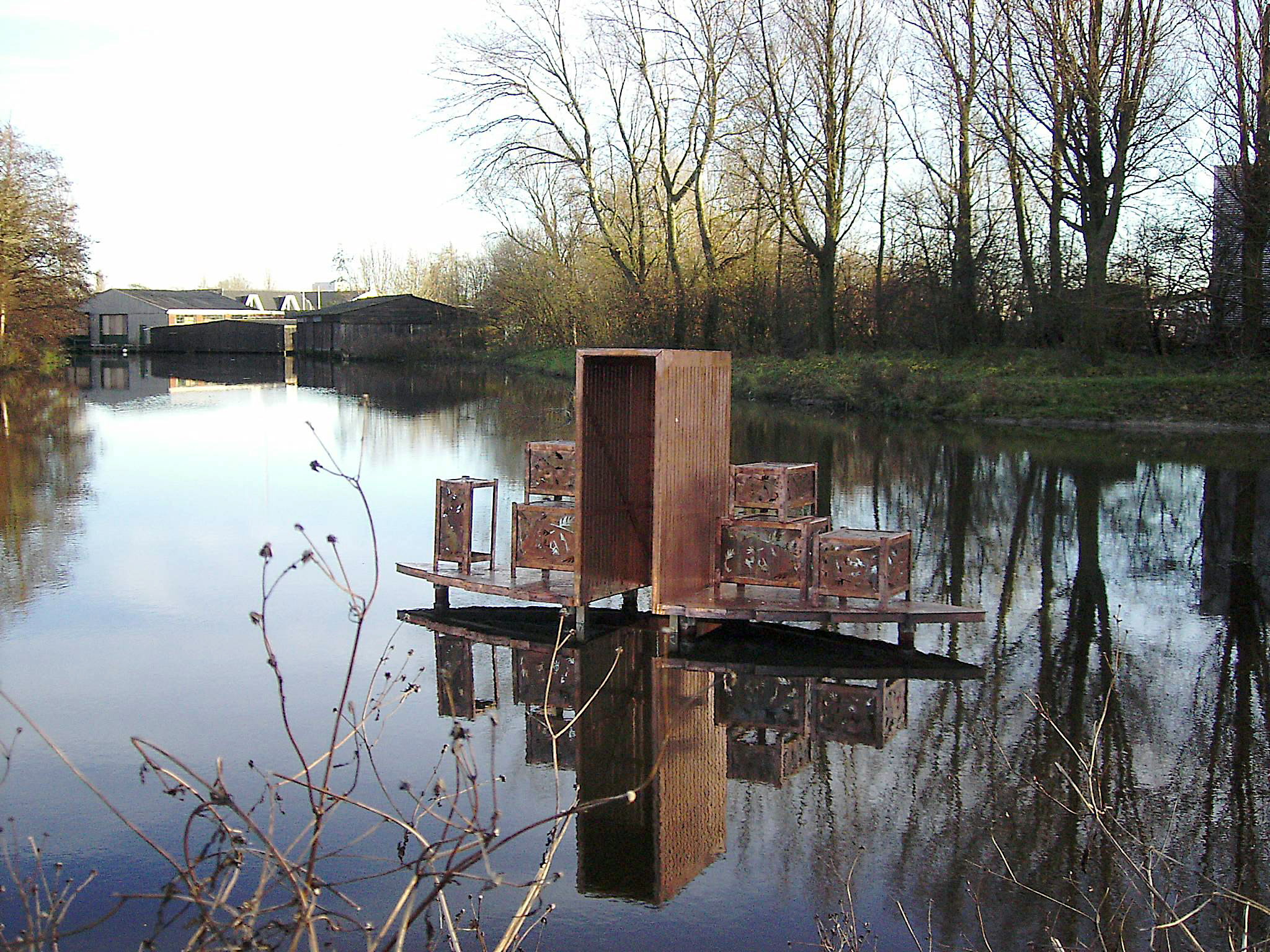
Transluceo
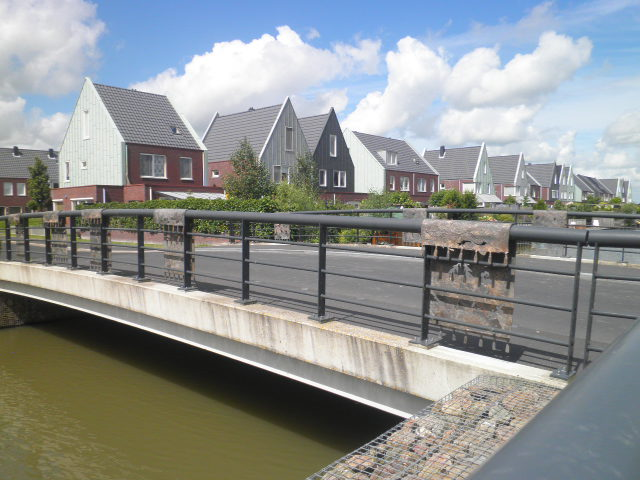
Kleedjesbrug
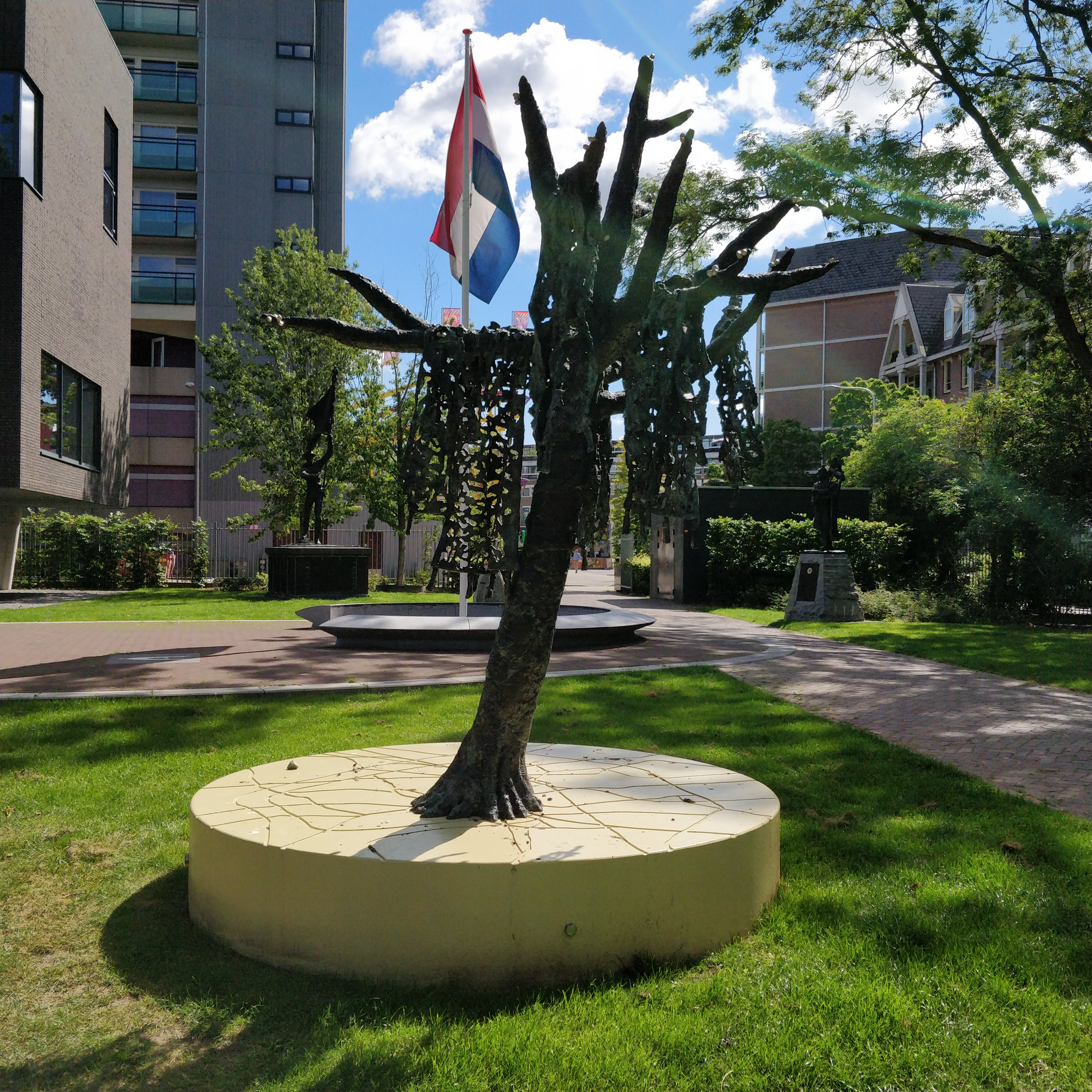
Holocaust